# (10094) Eijikato
(10094) Eijikato es un asteroide que forma parte del cinturón de asteroides y fue descubierto por Tsutomu Seki desde el Observatorio de Geisei, Japón, el 20 de febrero de 1991.

## Designación y nombre
Eijikato fue designado al principio como 1991 DK.
Más tarde, en 2005, se nombró en honor de Eiji Kato.

## Características orbitales
Eijikato orbita a una distancia media de 2,579 ua del Sol, pudiendo acercarse hasta 2,21 ua y alejarse hasta 2,948 ua. Su excentricidad es 0,1432 y la inclinación orbital 15,67 grados. Emplea 1513 días en completar una órbita alrededor del Sol. El movimiento de Eijikato sobre el fondo estelar es de 0,238 grados por día.

## Características físicas
La magnitud absoluta de Eijikato es 12 y el periodo de rotación de 7,66 horas.